# Daviesia uniflora
Daviesia uniflora là một loài thực vật có hoa trong họ Đậu. Loài này được D.A.Herb. miêu tả khoa học đầu tiên.